# دانشگاه دولتی آتلانتیک آرمسترانگ
دانشگاه دولتی آتلانتیک آرمسترانگ یک دانشگاه چهار ساله عمومی است که جزئی از سامانه دانشگاهی جورجیا (USG) می‌باشد. این دانشگاه در ساوانا در ایالت جورجیای ایالات متحده واقع شده است.
دانشگاه آرمسترانگ در سال ۱۹۳۵ توسط شهردار ساوانا توماس گَمبل به عنوان جونیور کالج احداث شد. این موسسه در دهه ۱۹۶۰ به یک دانشگاه چهار ساله ارتقا یافت. در حال حاضر دانشگاه آرمسترانگ دانشجویان و فارغ التحصیلان زیادی در بیش از ۱۰۰ برنامه دانشگاهی از طریق ۴ کالج دارد. این دانشگاه تقریباً ۷۶۰۰ دانشجو دارد.